# ARA General Belgrano (1938)
ARA General Belgrano – argentyński krążownik, eksamerykański USS Phoenix (CL-46), zatopiony 2 maja 1982 roku podczas wojny o Falklandy.

## Historia
Był to krążownik lekki amerykańskiego typu Brooklyn zbudowany w New Jersey. Budowa została rozpoczęta w 1935 roku. Wszedł do służby w US Navy 3 października 1938 roku pod nazwą USS „Phoenix” (CL-46). Brał udział w II wojnie światowej na Pacyfiku (między innymi znajdował się w Pearl Harbor podczas ataku japońskiego).
W lipcu 1946 roku został wycofany ze służby amerykańskiej i w grudniu 1951 roku sprzedany Argentynie za 7,8 mln. dolarów (wraz z drugim okrętem tego typu: USS „Boise” (CL-47), który otrzymał nazwę ARA „Nueve de Julio”). „Phoenix” otrzymał nazwę ARA „17 de Octubre”, lecz po obaleniu Juana Peróna w 1955 roku, w 1956 roku został przemianowany na ARA „General Belgrano” (C-4).
Podczas wojny z Wielką Brytanią o Falklandy Brytyjczycy ogłosili akwen w promieniu 200 mil od wysp „strefą całkowitej wyłączności” (Total Exclusion Zone); okręty uznane za wrogie miały być w niej zatapiane. Z uwagi na to siły nawodne marynarki argentyńskiej nie zbliżały się do wysp. ARA „General Belgrano” opuścił port Ushuaia 26 kwietnia 1982 roku z dwoma niszczycielami: ARA „Piedra Buena” (D-29) i ARA „Hipólito Bouchard” (D-26) (oba także eksamerykańskie) – jako Grupa Operacyjna 79.3. 29 kwietnia grupa ta patrolowała rejon na południe od wysp, a 30 kwietnia została wykryta przez brytyjski atomowy okręt podwodny HMS „Conqueror”. Chociaż argentyńskie okręty znajdowały się poza „strefą całkowitej wyłączności”, zespół został uznany za zagrożenie. Po konsultacji na szczeblu rządu premier Margaret Thatcher zezwoliła dowódcy „Conquerora” Christopherowi Wreford-Brownowi na atak.
Pomimo że brytyjska jednostka wyposażona była w nowoczesne torpedy Mark 24 Tigerfish, to z uwagi na ich sporą zawodność dowódca brytyjskiego okrętu użył do ataku opracowanych jeszcze przed II wojną światową torped Mark VIII mod 4. Dwa pociski trafiły w „Generała Belgrano” – jedna z nich urwała dziób okrętu. Krążownik został opuszczony o 16.24 i zatonął. Rozbitkowie pływali na tratwach przez następne około 40 godzin, zanim zostali znalezieni przez okręty argentyńskie i statek chilijski od 3 do 5 maja. Zginęło 321 marynarzy i dwóch cywilów przebywających wówczas na pokładzie, uratowano 770 osób.
ARA „General Belgrano” był pierwszym okrętem zatopionym przez atomowy okręt podwodny.